# 佐用町立佐用小学校
佐用町立佐用小学校（さようちょうりつ さようしょうがっこう）は、兵庫県佐用郡佐用町にある町立小学校である。

## 概要
佐用町立佐用小学校は、2014年4月、佐用町立佐用小学校と佐用町立江川小学校が統合し開校した。

## 沿革

### 佐用町立佐用小学校（旧）
- 1873年（明治6年）2月 - 佐用に醸業小を設立、山脇・真登に遊仙校、長尾・本位田・円応寺に修令校、山田に成化校を設置。
- 1875年（明治8年） - 上記4校を統合して流芳校とする。
- 1887年（明治20年）4月 - 流芳尋常・流芳簡易小学校の2校となる[3]。
- 1892年7月1日 - 佐用村を学区とする佐用尋常小学校が設置される[4]。
  - 8月 - 高等科が併設される[4]。
- 1903年 - 裁縫学校が加設される[4]。
- 1904年 - 農業補修学校が開設される[4]。
- 1931年（昭和6年）7月26日 - 本館新校舎落成式。
- 1932年（昭和7年）9月16日 - 校歌制定。
- 1941年（昭和16年）4月1日 - 国民学校令により佐用町立佐用国民学校と改称。
- 1947年（昭和22年）4月1日 - 学制改革により佐用町立佐用小学校と改称。
- 1964年（昭和39年）6月1日 - 水泳プール開き。
- 1992年（平成4年）4月23日 - 屋内体育館並びに佐用町ふれあい町民プール落成式挙行[3]。
- 2014年3月 - 佐用町立佐用小学校（旧）が閉校する。

### 佐用町立佐用小学校
- 2014年4月 - 佐用町立佐用小学校（旧）と佐用町立江川小学校が統合し、佐用町立佐用小学校が開校する。
- 2020年4月 - 佐用町立利神小学校を統合する

## 教育目標
共に学び、心も体も健やかな児童の育成

## 学校行事
| - 4月 入学式・始業式 - 5月 修学旅行 - 6月 自然学校 | - 7月 終業式 - 8月 - 9月 始業式 | - 10月 - 11月 - 12月 終業式 | - 1月 始業式 - 2月 6年生を送る会 - 3月 卒業式・終業式 |

## 通学区域
- 佐用町

（ 旧佐用町立佐用小学校、旧佐用町立江川小学校の校区）

## 進学先中学校
- 佐用町立佐用中学校

## 校区内の主な施設
- 兵庫県立佐用高等学校
- JR西日本姫新線佐用駅

## 交通
- JR西日本姫新線あるいは智頭急行鉄道智頭線佐用駅より徒歩10分（750 m）

## 通学区域が隣接している学校
- 佐用町立上月小学校
- 佐用町立南光小学校
- 宍粟市立千種小学校

以下は岡山県。
- 美作市立大原小学校
- 美作市立江見小学校